# Tommy Tallarico
Tommy Tallarico (Massachusetts, Springfield; 18 de febrero de 1968) es un músico y compositor de música de videojuegos. Es mayormente conocido por ser el cocreador de la serie de conciertos llamada Video Games Live. 

## Biografía
Nativo de Springfield, Massachusetts, Tallarico entró en la industria de videojuegos en 1991, trabajando en más de 250 juegos, incluyendo la serie Earthworm Jim, Treasures of the Deep, Color a Dinosaur, Messiah, MDK, Wild 9, Unreal, Cool Spot, Spot Goes to Hollywood, RoboCop versus Terminator, Pac-Man World, Another World, Prince Of Persia, Tony Hawk's Pro Skater y Advent Rising. Tallarico ha ganado más de 25 premios en la industria para el mejor audio de videojuego.[cita requerida]
En 1994, fundó Tommy Tallarico Studios y Game Audio Network Guild (G.A.N.G.), en el 2002, de la que es también presidente. Él escribió, copatrocinó y coprodujo The Electric Playground y Reviews on the Run (anteriormente Judgment Day en el canal G4), y coorganizó junto a Victor Lucas, programas de televisión, hasta que dejó de centrarse en Video Games Live. También es miembro del consejo asesor de la Game Developers Conference, un gobernador de la National Academy of Recording Arts and Sciences (NARAS/Grammy) y fue designado presidente de la Academy of Interactive Arts and Sciences. Lanzó un CD con su música (y la de algunos colaboradores), titulado Virgin Games: Greatest Hits, Vol. 1, en 1994. Un volumen posterior de esta serie fue lanzado en 1997. Su trabajo se puede encontrar en las emisiones adicionales en los álbumes de bandas sonoras de los juegos oficiales en los que él trabajó. Tallarico, es el cocreador, productor ejecutivo y presentador del Video Games Live.
En enero de 2006, Tallarico anunció en su página web oficial que él y Victor Lucas habían decidido cambiar Judgment Day de G4 a otro canal distinto, bajo le nombre de Reviews on the Run, como se le conoce en Canadá. Él y Lucas también actúan como corresponsales de HypaSpace. En agosto de 2007, Tallarico no copatrocinó ningún episodio de The Electric Playground (o Reviews on the Run), ya que no estaba disponible debido a los compromisos con Video Games Live. Desde entonces, sólo ha regresado para un episodio de Reviews on the Run, el número 647 y hasta el momento no ha hecho otra aparición. Una entrevista de dos páginas con Tallarico apareció en el Guinness World Records Gamer's Edition 2008, centrándose únicamente en su banda sonora y su trabajo en Video Games Live. En marzo de 2009, Tommy Tallarico recibió el premio de Embajador de la Game Developers Conference por sus contribuciones a la industria de los videojuegos.

## Curiosidades
- Tallarico ha afirmado en su sitio web ser primo de Steven Tyler, el líder y vocalista de la banda Aerosmith.[4]

- Tommy Tallarico es el intérprete y compositor de la banda sonora del videojuego de Bandai Namco, Pac-Man World Rally.

- En 2020, Tallarico fue informado de que un efecto de sonido del que era propietario, en ese entonces popularmente conocido como el "oof de Roblox", fue usado en el videojuego Roblox. Esto llevó a una disputa legal que terminó en 2022 cuando retiraron este efecto de sonido del juego. Más tarde ese mismo año, un vídeo del YouTuber británico Harry "Hbomberguy" Brewis documentó una investigación sobre diversas afirmaciones controversiales que había hecho Tallarico sobre su carrera. Entre estas estaban el número exagerado de Record Guiness, su implicación con el videojuego Metroid Prime, su aparición en MTV Cribs, ser el primer norteamericano en trabajar en la franquicia de Sonic; entre otras afirmaciones demostrablemente falsas o difícilmente verificables. Una de ella era su supuesta participación en la creación del sonido "oof". En los metadatos de este sonido, que originalmente pertenecía al videojuego Messiah, aparece el nombre de Joey Kuras; el cual trabajaba para Tommy Tallarico Studios durante la creación de los efectos de sonido del juego, y por lo general estaba más implicado que Tallarico en los efectos sonoros. [5]